# .do
.do je národní doména nejvyššího řádu pro Dominikánskou republiku. Doménu spravuje Centrum Internetových informací Dominikánské republiky (Centro de Información de Redes de la República Dominicana).
Zájemci obdrží doménové jméno druhého řádu (.do), nebo třetího řádu s následující koncovkou:
- .edu.do – akademické instituce
- .gov.do – vládní organizace
- .com.do – obchodní subjekty
- .sld.do – zdravotnické instituce
- .org.do – nevládní organizace
- .net.do – poskytovatelé internetových služeb
- .web.do – vývoj a služby webových stránek
- .mil.do – vojenské organizace
- .art.do – umělecké instituce